# Joseph Augustin Postel
Pour les articles homonymes, voir Postel.
Joseph Augustin Postel est un homme politique français né le 2 septembre 1796 à Vitré (Ille-et-Vilaine) et décédé le 14 juillet 1875 à Vitré.

## Biographie
Avocat à Vitré, il est député d'Ille-et-Vilaine de 1849 à 1851, siégeant à droite, avec les monarchistes. 

## Sources
- « Joseph Augustin Postel », dans Adolphe Robert et Gaston Cougny, Dictionnaire des parlementaires français, Edgar Bourloton, 1889-1891 [détail de l’édition]